# Lesbœufs
Lesbœufs [lebø] est une commune française située dans le département de la Somme, en région Hauts-de-France.

## Géographie

### Localisation

#### Communes limitrophes
Le territoire est bordé par les communes de Gueudecourt (au nord), Le Transloy (au nord-est), Morval (au sud), Ginchy (sud-ouest) et Flers (au nord-ouest).

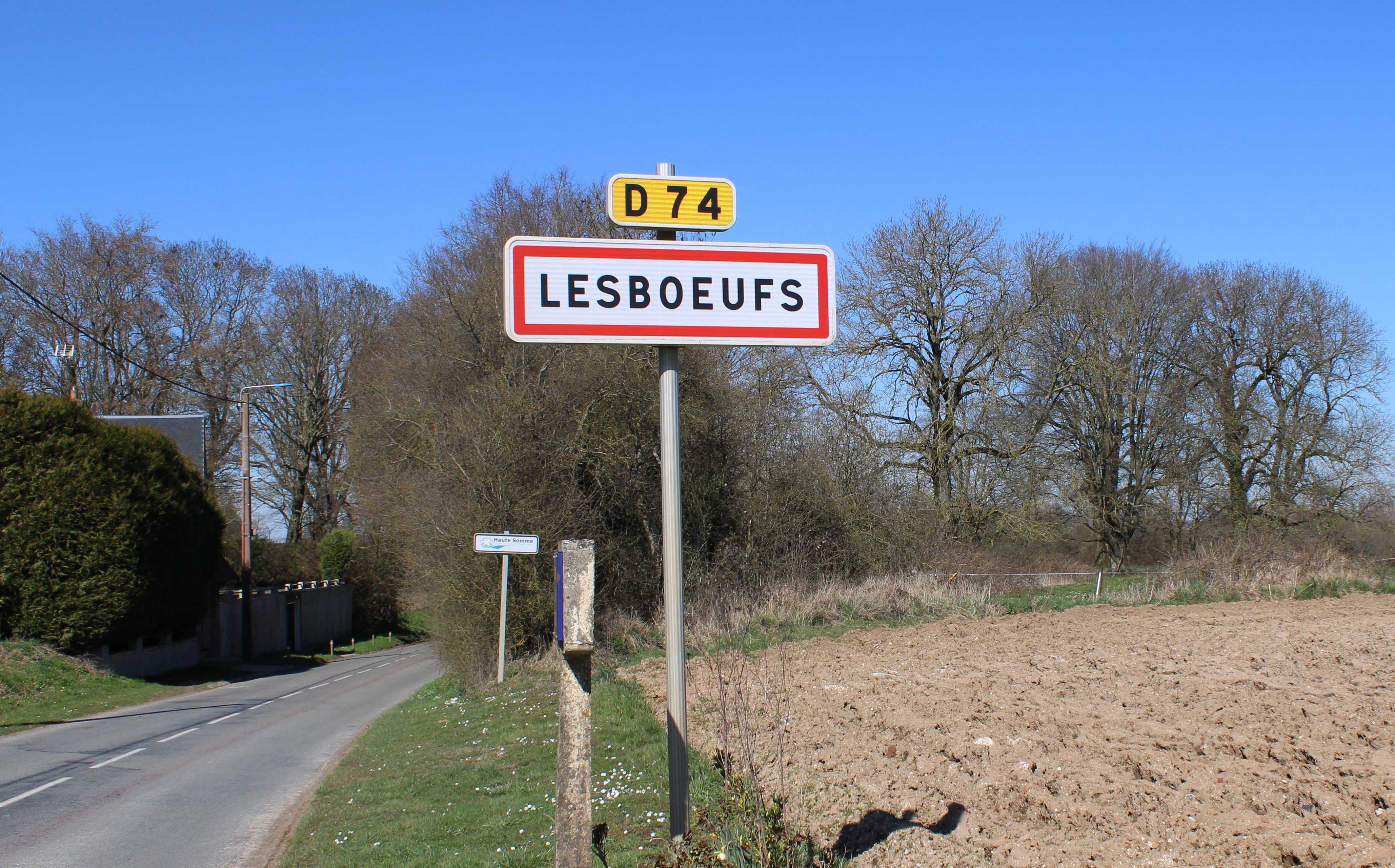
Entrée du village.

### Hydrographie
La commune est située dans le bassin Artois-Picardie. Elle n'est drainée par aucun cours d'eau.

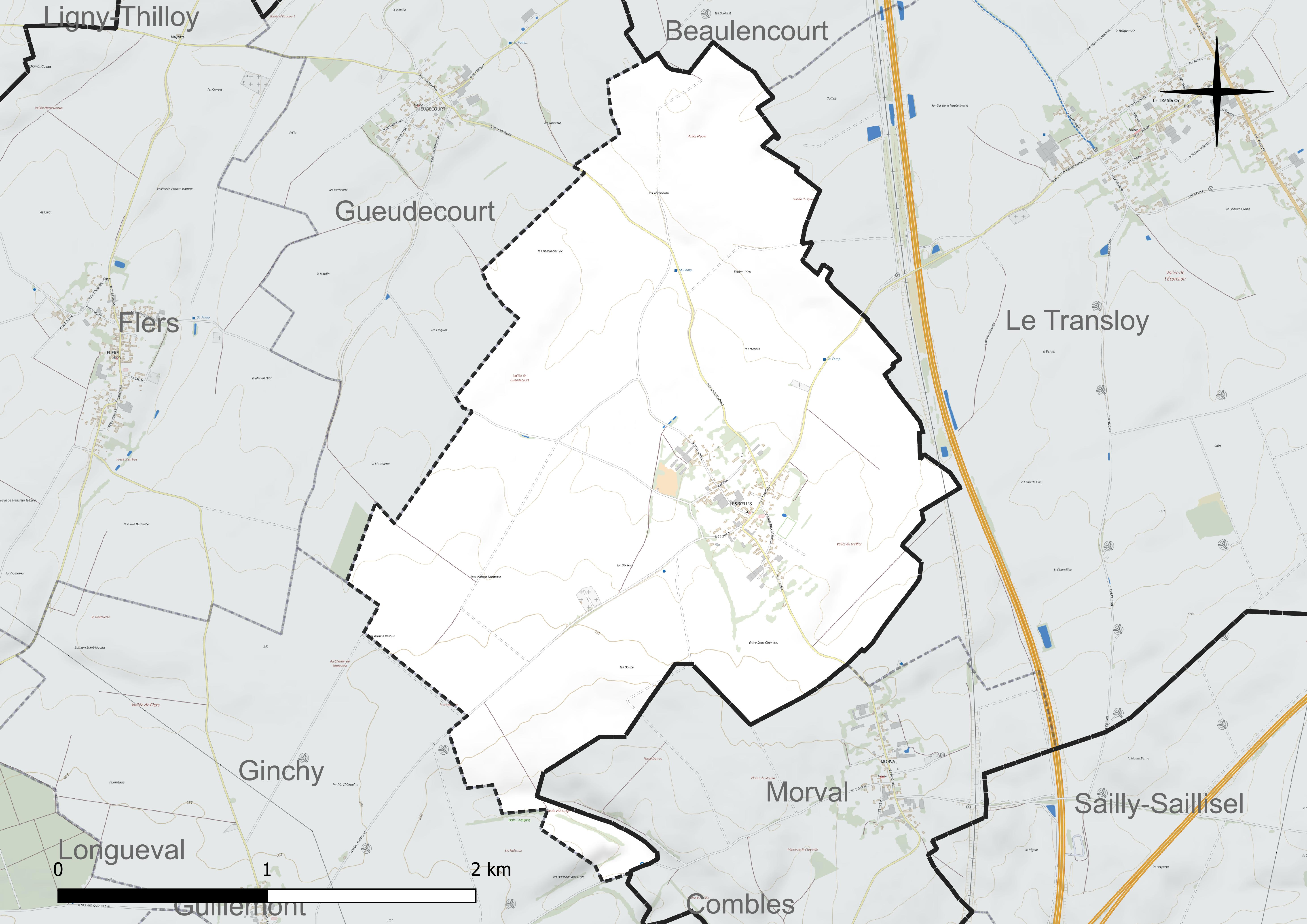
Réseau hydrographique de Lesbœufs.

### Climat
Pour des articles plus généraux, voir Climat des Hauts-de-France et Climat de la Somme.
En 2010, le climat de la commune est de type climat océanique dégradé des plaines du Centre et du Nord, selon une étude du CNRS s'appuyant sur une série de données couvrant la période 1971-2000. En 2020, Météo-France publie une typologie des climats de la France métropolitaine dans laquelle la commune est exposée à un climat océanique et est dans la région climatique Nord-est du bassin Parisien, caractérisée par un ensoleillement médiocre, une pluviométrie moyenne régulièrement répartie au cours de l'année et un hiver froid (3 °C).
Pour la période 1971-2000, la température annuelle moyenne est de 10 °C, avec une amplitude thermique annuelle de 14,5 °C. Le cumul annuel moyen de précipitations est de 773 mm, avec 12 jours de précipitations en janvier et 9,2 jours en juillet. Pour la période 1991-2020, la température moyenne annuelle observée sur la station météorologique la plus proche, située sur la commune de Méaulte à 16 km à vol d'oiseau, est de 10,7 °C et le cumul annuel moyen de précipitations est de 730,3 mm,. Pour l'avenir, les paramètres climatiques de la commune estimés pour 2050 selon différents scénarios d'émission de gaz à effet de serre sont consultables sur un site dédié publié par Météo-France en novembre 2022.

## Urbanisme

### Typologie
Au 1er janvier 2024, Lesbœufs est catégorisée commune rurale à habitat dispersé, selon la nouvelle grille communale de densité à sept niveaux définie par l'Insee en 2022.
Elle est située hors unité urbaine et hors attraction des villes,.

### Occupation des sols
L'occupation des sols de la commune, telle qu'elle ressort de la base de données européenne d'occupation biophysique des sols Corine Land Cover (CLC), est marquée par l'importance des territoires agricoles (94,8 % en 2018), en diminution par rapport à 1990 (100 %). La répartition détaillée en 2018 est la suivante : 
terres arables (94,8 %), zones urbanisées (5 %), zones industrielles ou commerciales et réseaux de communication (0,2 %). L'évolution de l'occupation des sols de la commune et de ses infrastructures peut être observée sur les différentes représentations cartographiques du territoire : la carte de Cassini (XVIIIe siècle), la carte d'état-major (1820-1866) et les cartes ou photos aériennes de l'IGN pour la période actuelle (1950 à aujourd'hui).

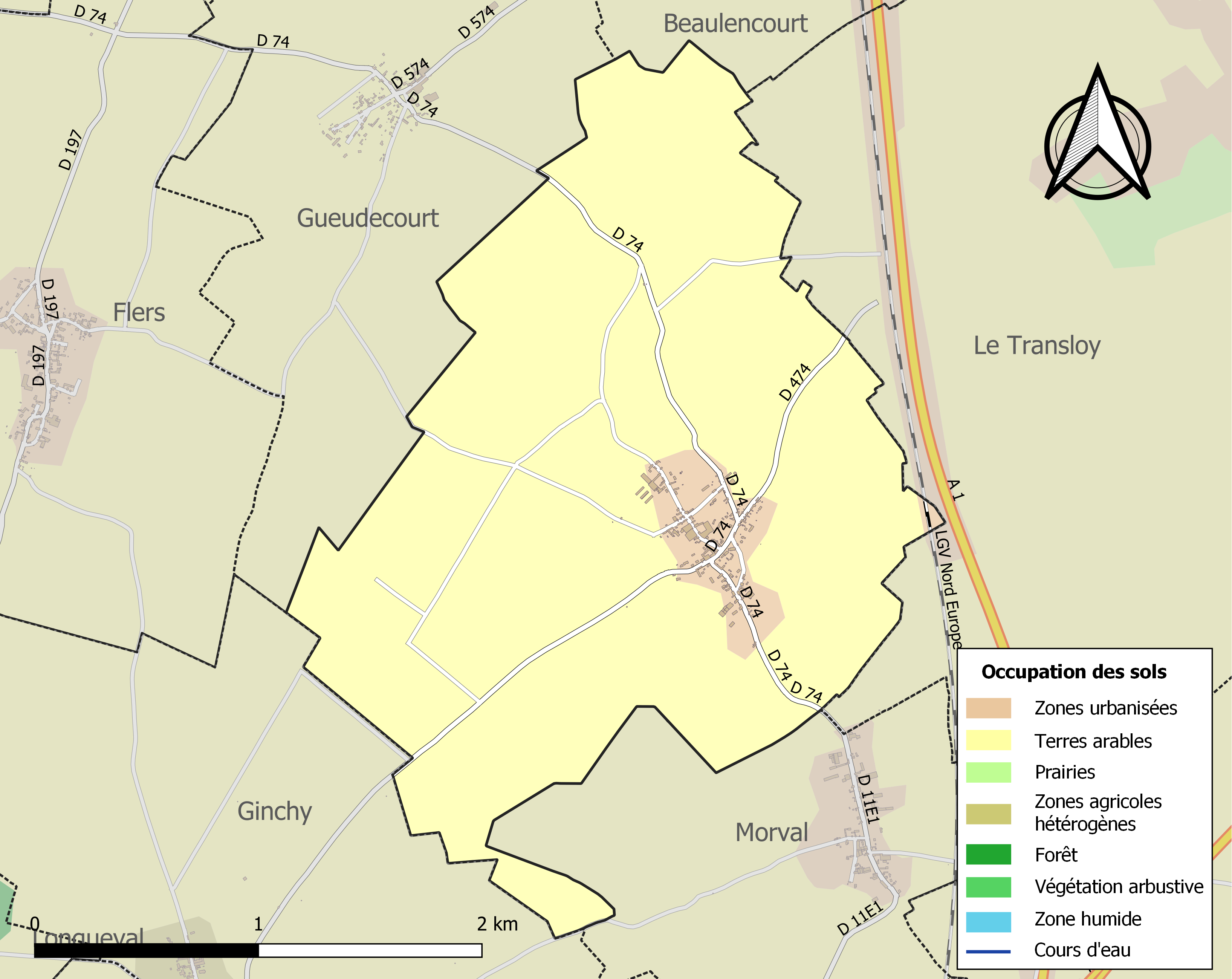
Carte des infrastructures et de l'occupation des sols de la commune en 2018 (CLC).

### Voies de communication et transports
La localité est desservie par les autocars du réseau inter-urbain Trans'80, Hauts-de-France (ligne no 54, Lesbœufs - Péronne).

## Toponymie
Le nom de la localité est attesté sous les formes Le Bæuf en 1567 ; Lebeuf en 1633 ; Lesbeuf en 1657 ; Les Bæufs en 1733 ; Lesbæuf en 1801.
Selon une légende, des bœufs ont décidé du sort de la dépouille de Fursy de Péronne qui fut déposée sur un chariot attelé de deux bœufs. On s'accorda sur le fait que la dépouille reposerait dans le domaine sur lequel le chariot s'arrêterait. Saint Fursy est le saint patron de Lesbœufs.

## Histoire
- Le village de Lesbœufs fut probablement bâti au VIIe siècle[1], après l'épisode des obsèques de Fursy de Péronne mort à Mézerolles. La dépouille de Fursy posée sur un chariot attelé à des bœufs se dirigea vers l'est mais une querelle opposa Haynuon et Erchinoald, dignitaires mérovingiens en un lieu qui depuis se nomme Lesbœufs, à propos de l'endroit où le saint devait être inhumé, selon la tradition catholique.
- Le territoire a appartenu au chapitre d'Arras, relevant de celui de Péronne[1].
- Lors du tournoi de Ham, en 1288, le seigneur de Lin de Buef est cité : il pourrait être le seigneur du village[1].
- Au XVe siècle, fut construite sur les ruines de villages détruits, au voisinage de la forêt d'Arrouaise, une métairie avec trois enclos séparés l'un pour les bœufs, un autre pour les vaches et le troisième pour les porcs. De là découlerait le nom de Lesbœufs[16].
- A l'époque moderne, Lesbœufs était rattaché aux états d'Artois. A la Révolution française, lors de la formation des départements, Lesbœufs fut érigé en commune et rattaché au département de la Somme.
- Le village fut entièrement détruit pendant la Première Guerre mondiale[17].
- Au début des années 1930, construction d'une salle des fêtes avec le reliquat des dommages de guerre[18],[19].

## Politique et administration
| Période                                  | Période                   | Identité         | Étiquette | Qualité                        |
| ---------------------------------------- | ------------------------- | ---------------- | --------- | ------------------------------ |
| Les données manquantes sont à compléter. |                           |                  |           |                                |
| 1971                                     | 1994                      | François Roche   | SE        | Maire                          |
| Les données manquantes sont à compléter. |                           |                  |           |                                |
| juin 1995                                | En cours (au 26 mai 2020) | Étienne Dubruque |           | Réélu pour le mandat 2020-2024 |

## Démographie

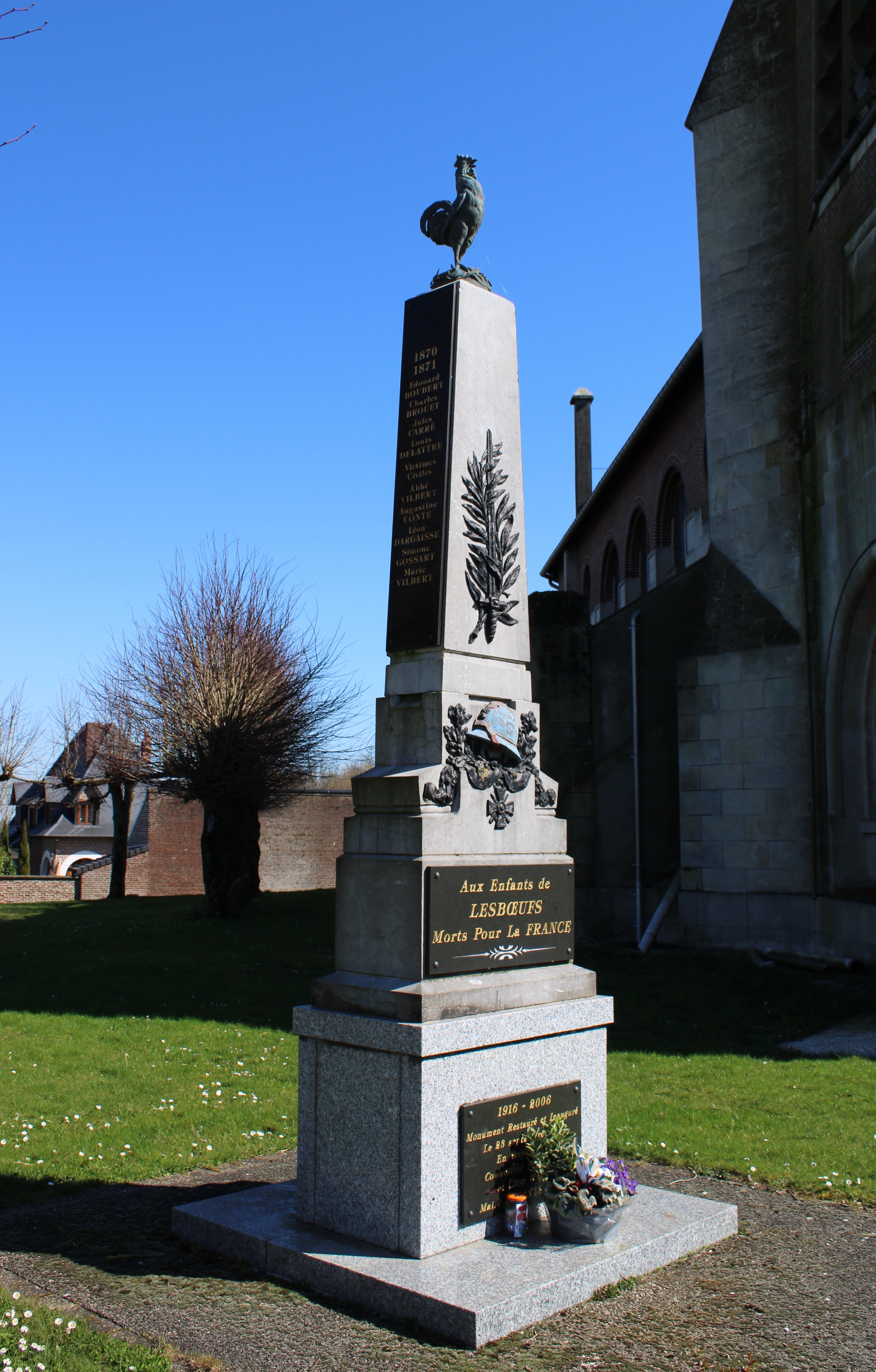
Monument aux morts surmonté d'un coq.

L'évolution du nombre d'habitants est connue à travers les recensements de la population effectués dans la commune depuis 1793. Pour les communes de moins de 10 000 habitants, une enquête de recensement portant sur toute la population est réalisée tous les cinq ans, les populations de référence des années intermédiaires étant quant à elles estimées par interpolation ou extrapolation. Pour la commune, le premier recensement exhaustif entrant dans le cadre du nouveau dispositif a été réalisé en 2005.

En 2022, la commune comptait 167 habitants, en évolution de −4,02 % par rapport à 2016 (Somme : −1,26 %, France hors Mayotte : +2,11 %).
| 1793 | 1800 | 1806 | 1821 | 1831 | 1836 | 1841 | 1846 | 1851 |
| ---- | ---- | ---- | ---- | ---- | ---- | ---- | ---- | ---- |
| 544  | 508  | 563  | 608  | 666  | 677  | 725  | 732  | 684  |

| 1856 | 1861 | 1866 | 1872 | 1876 | 1881 | 1886 | 1891 | 1896 |
| ---- | ---- | ---- | ---- | ---- | ---- | ---- | ---- | ---- |
| 659  | 635  | 631  | 622  | 620  | 577  | 545  | 495  | 432  |

| 1901 | 1906 | 1911 | 1921 | 1926 | 1931 | 1936 | 1946 | 1954 |
| ---- | ---- | ---- | ---- | ---- | ---- | ---- | ---- | ---- |
| 420  | 439  | 363  | 247  | 265  | 268  | 247  | 213  | 214  |

| 1962 | 1968 | 1975 | 1982 | 1990 | 1999 | 2005 | 2006 | 2010 |
| ---- | ---- | ---- | ---- | ---- | ---- | ---- | ---- | ---- |
| 213  | 213  | 150  | 138  | 159  | 151  | 164  | 166  | 157  |

| 2015 | 2020 | 2022 | - | - | - | - | - | - |
| ---- | ---- | ---- | - | - | - | - | - | - |
| 171  | 168  | 167  | - | - | - | - | - | - |

## Culture locale et patrimoine

### Lieux et monuments
- Église Saint-Fursy (moine écossais décédé en 650, patron de la ville de Péronne).

- Chapelle Saint-Roch. Construite en 1849, lors d'une épidémie de choléra. Détruite en 1916 et reconstruite en 1928, en face de son premier emplacement[25].
- Chapelle Notre-Dame-des-Sept-Douleurs. Construite en 1806. Reconstruite en 1866 et en 1928[25].
- Cimetière militaire britannique 1914-1918 : « Guards' cemetery », nécropole de 3 136 tombes.

## Photos

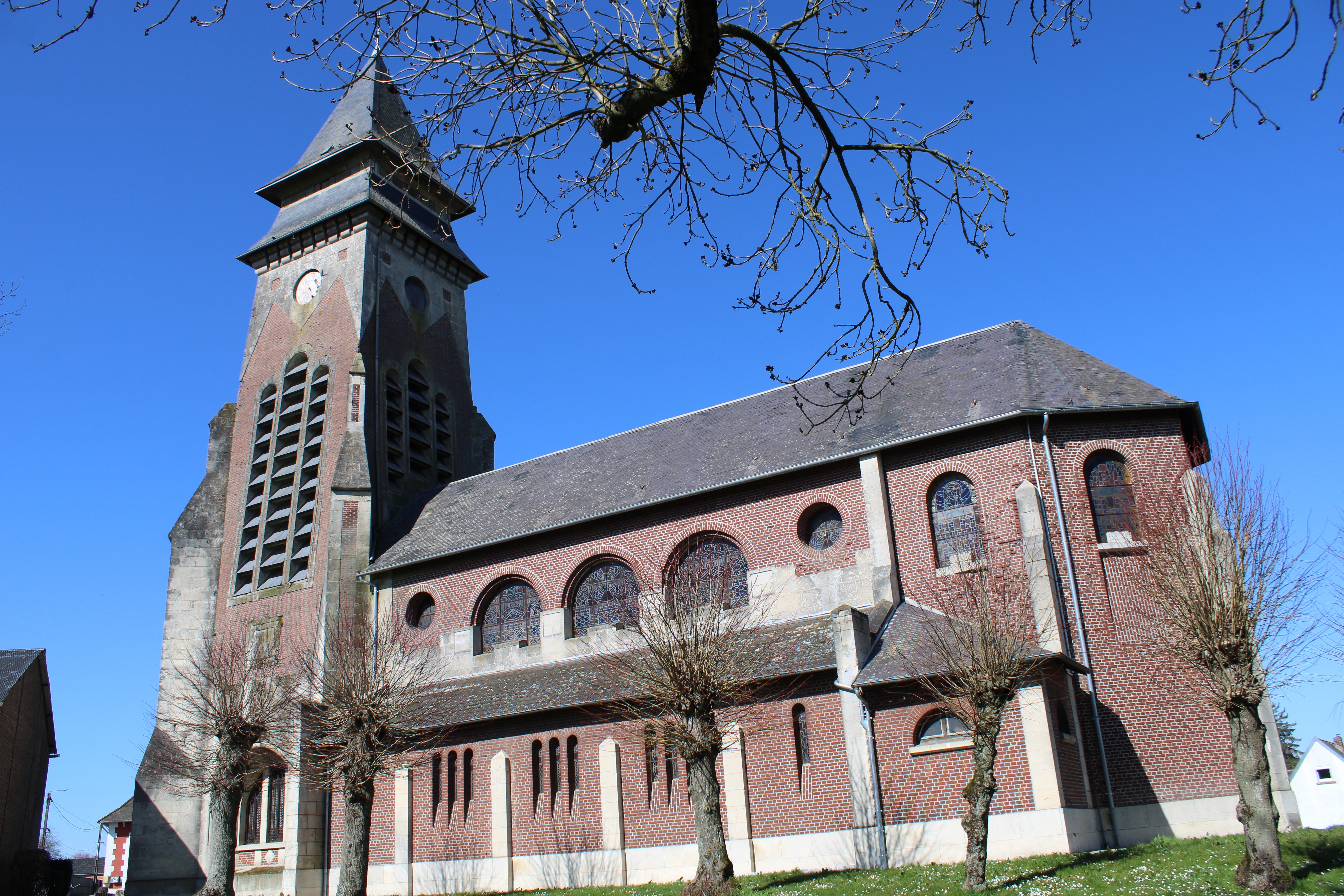
Vue de l'église.
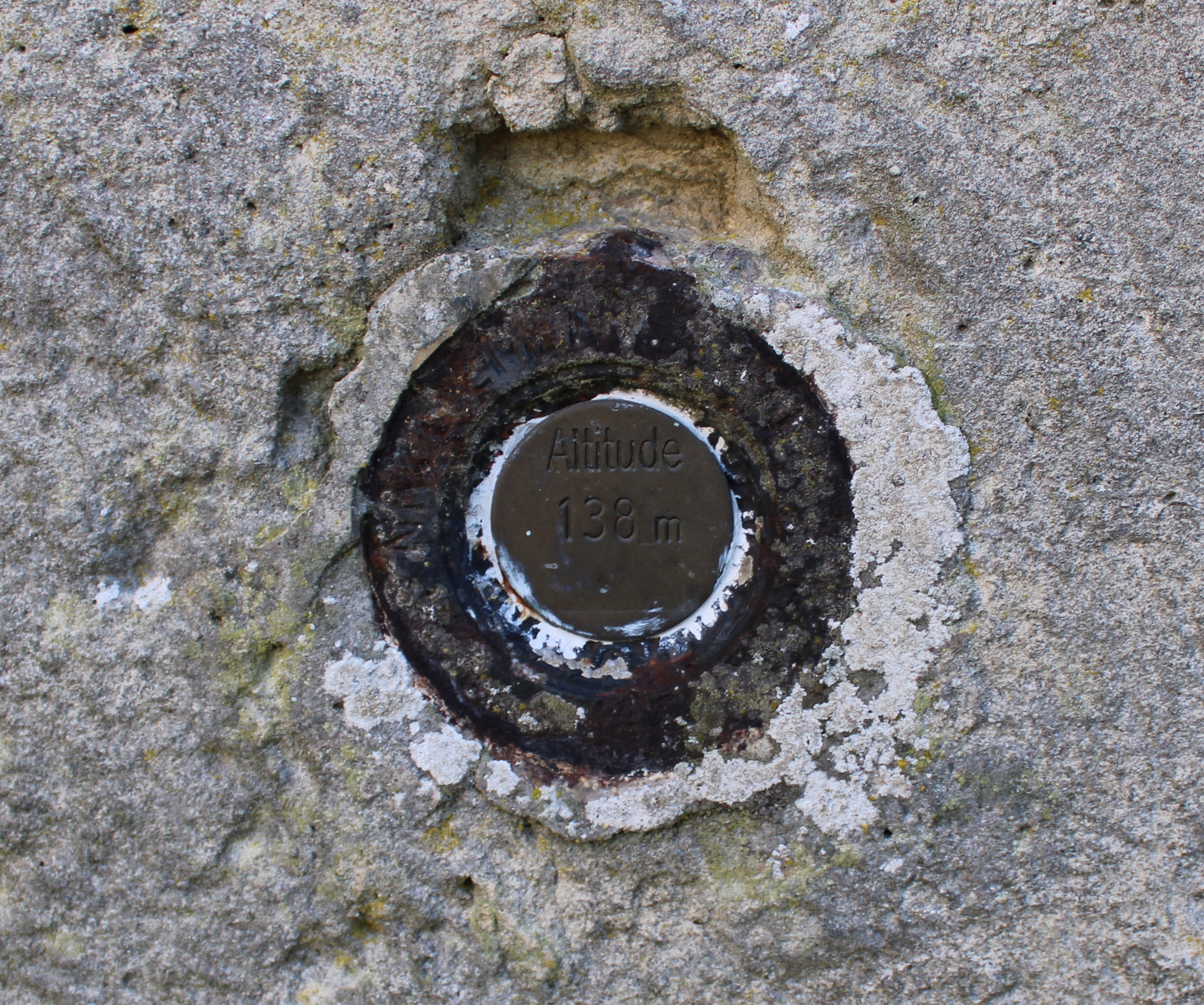
Repère de nivellement sur l'église- altitude 138 m.
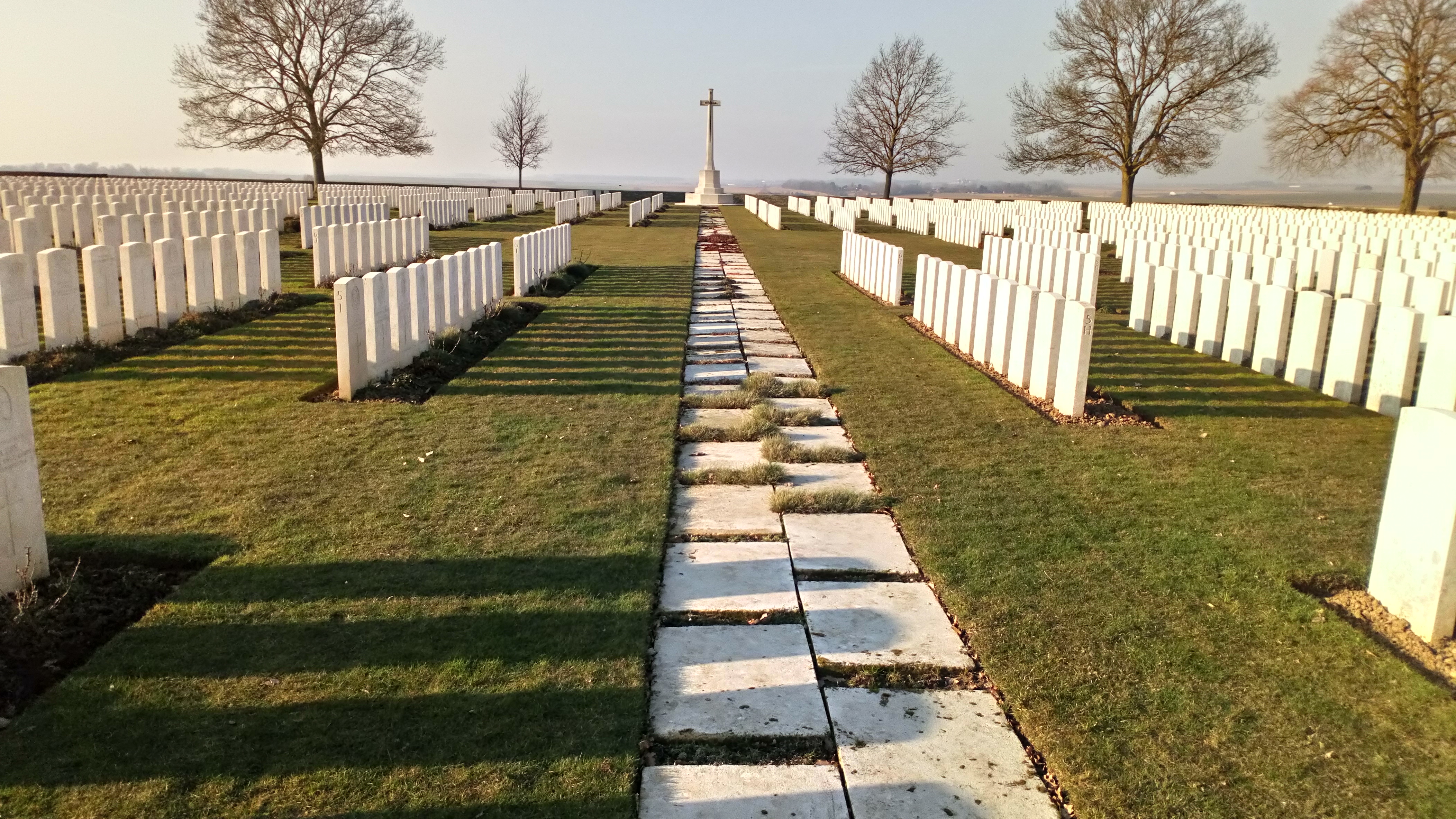
Cimetière militaire britannique.
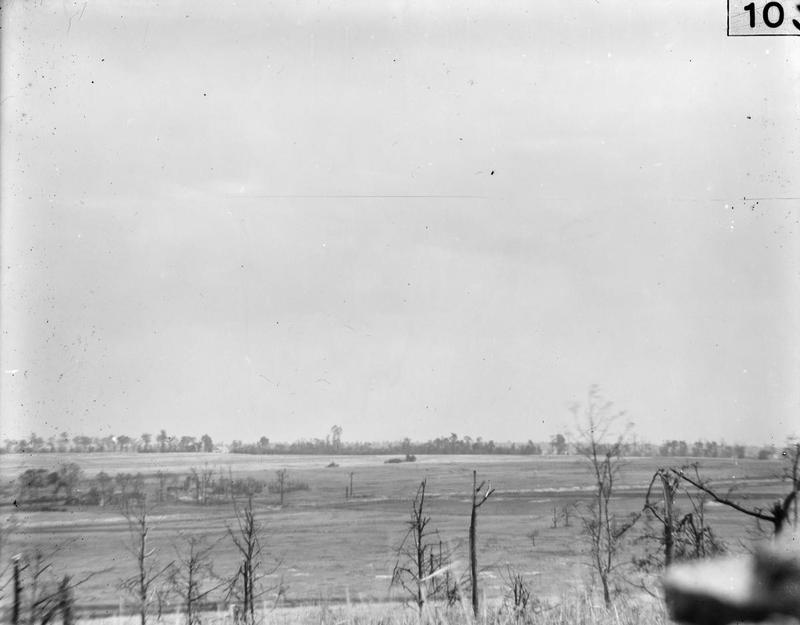
Vue vers Frégicourt, Première Guerre mondiale.

### Personnalités liées à la commune
- Fursy de Péronne : le nom du village proviendrait du passage du moine écossais, Fursy, qui souhaitait évangéliser la région. Il mourut avant d'avoir pu atteindre Péronne où il souhaitait visiter une église qu'il avait fait construire. Plusieurs clans se disputèrent son corps. Après négociations, on décida que le saint homme serait inhumé à l'endroit où le déposeraient deux taureaux sauvages auxquels il fut attelé (des bœufs en fait !). Les bovins s'arrêtèrent à Péronne, et saint Fursy devint le patron de la ville. Quant au lieu où l'on discuta longtemps du sort de ce moine, il s'appela d'abord « Les Bœufs » puis « Lesbœufs ».
- Stanislas-Joseph Duflot, né le 26 août 1775 à Lesbœufs, capitaine d'infanterie dans les armées de Napoléon Ier, chevalier de la Légion d'honneur.
- Jacques Soufflet (1912-1990), Compagnon de la Libération, sénateur et ministre des armées, est né dans la commune.